# Inge Lindholm
Inge Lindholm (* 22. Juni 1892 in Karlstad; † 24. Mai 1932 in Stockholm) war ein schwedischer Dreispringer, Sprinter, Weitspringer und Zehnkämpfer.
Bei den Olympischen Spielen 1912 in Stockholm wurde er Zwölfter im Dreisprung und Siebter im Fünfkampf.
1914 wurde er Schwedischer Meister im Fünfkampf, 1915 über 100 m und 1916 im Weitsprung.

## Persönliche Bestleistungen
- 200 m: 22,9 s, 9. August 1915, Stockholm
- Weitsprung: 6,86 m, 15. Juni 1913, Stockholm
- Dreisprung: 13,80 m, 17. Juni 1912, Stockholm
- Zehnkampf: 7058,73 Punkte, 10. Juli 1916, Stockholm